# یواس‌اس اس-۱۹ (اس‌اس-۱۲۴)
یواس‌اس اس-۱۹ (اس‌اس-۱۲۴) (به انگلیسی: USS S-19 (SS-124)) یک زیردریایی بود که طول آن ۲۱۹ فوت ۳ اینچ (۶۶٫۸۳ متر) بود. این زیردریایی در سال ۱۹۲۰ ساخته شد.